# Svein Richard Brandtzæg
Svein Richard Brandtzæg, né le 23 décembre 1957 à Haugesund, est un chef d'entreprise norvégien.
Il est, depuis mars 2009, président-directeur général de Norsk Hydro, un des leaders mondiaux spécialisé dans la production, le raffinage, et la fabrication de produits en aluminium.
Il est également membre du comité directeur du groupe Bilderberg.